# Strach

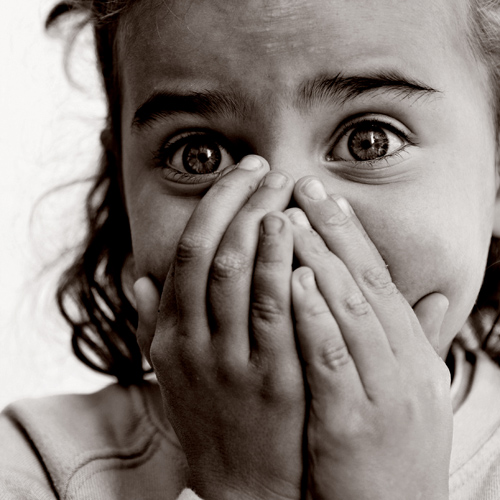
Przestraszona dziewczynka

Strach – jedna z podstawowych cech pierwotnych (nie tylko ludzka) mających swe źródło w instynkcie przetrwania. Stan silnego emocjonalnego napięcia, pojawiający się w sytuacjach realnego zagrożenia, naturalną reakcją organizmu jest np. odruch silnego napięcia mięśni, a w konsekwencji ucieczka lub walka.
Spowodowany jest zdolnością zapamiętywania i kojarzenia podobnych sytuacji (podobna sytuacja w przeszłości miała groźny skutek) oraz w przypadku ludzi z umiejętnością abstrakcyjnego myślenia (z mojej decyzji wyniknie sytuacja, która spowoduje groźny skutek).
Nierozerwalnie związany z przyszłością (odstęp czasowy jest nieistotny) gdyż zdarzenia z przeszłości odczuwamy inaczej (żal po jakiejś stracie) a jeszcze inaczej teraźniejsze (ból sprawia nam cierpienie). Straty lub bólu mającego nadejść możemy się bać (odczuwamy przed nimi strach).
Strach może mieć skutek pozytywny, gdy efektem jest ochrona nas lub naszego interesu, albo negatywny, gdy powstrzymuje nas przed konsekwentnym dążeniem do celu.
Jest subiektywny, gdyż ten sam spodziewany skutek nie zawsze i nie u wszystkich spowoduje poczucie zagrożenia.
Psychopatologia odróżnia strach od lęku, którego obiekt jest zawsze irracjonalny.
Strach nie wiąże się z odczuwaniem sytuacji jako niebezpiecznej, ale źródło tej reakcji stanowi aktualny, określony stan organizmu. Szybko wygasa, jeżeli po wystąpieniu bodźca, który go wywołał, nie ma przykrych skutków jego działania. Wtedy reakcja zanika, a organizm przystosowuje się do zaistniałej sytuacji. W sytuacji, kiedy szkodliwe działanie bodźca trwa, przeżycie strachu rozwija się i nasila.
W przypadku bardzo silnego strachu, jako element przygotowania do ucieczki, może nastąpić nieświadome wypróżnienie. Celem takiej reakcji fizjologicznej jest zmniejszenie ciężaru ciała, aby ułatwić ucieczkę. Innym przejawem pełnej mobilizacji organizmu jest napięcie wszystkich mięśni. Przejawem może być uniesienie się włosów na głowie człowieka, co jest analogią do jeżenia się sierści u zwierząt.

## Strach w rozwoju psychicznym
W trakcie rozwoju tej emocji pojawia się odruch orientacyjny – badawcza penetracja nowej sytuacji, znaczenia zmiany, jaka się dokonuje lub dokonała. Jako składnik emocjonalny w zachowaniu niemowlęcia występuje najpierw reakcja onieśmielenia, która dopiero przechodzi w reakcję przestrachu. Reakcja ta, ma zdecydowanie negatywny charakter: krzyk, płacz, odwracanie się, zasłanianie oczu. W miarę postępowania procesów rozwojowych jej natężenie maleje, a nawet niektóre jej elementy zanikają całkowicie np. zasłanianie oczu.
Najczęstsze źródła przeżyć strachu to: hałas, szmery, nowe, nieznane odgłosy. Przy czym strachu nie wywołuje natężenie tych dźwięków, ale raczej nagłość pojawienia się nieoczekiwanych. Brak wyraźnego zlokalizowania np. źródła hałasu wzmaga siłę reakcji i przeżycia strachu. Źródłem strachu mogą być również sygnały ostrzegawcze, głównie okrzyki. Wśród tych okrzyków najsilniej oddziałują okrzyki dorosłych.